# Metastelma linearifolium
Metastelma linearifolium är en oleanderväxtart som beskrevs av Achille Richard. Metastelma linearifolium ingår i släktet Metastelma och familjen oleanderväxter. Inga underarter finns listade i Catalogue of Life.